# Fem Fædrelandshistoriske Sange
Fem Fædrelandshistoriske Sange is een compositie van Niels Gade. Het is een vijftal toonzettingen bij gedichten van diverse schrijvers, die teruggrijpen op de geschiedenis 
De vijf liederen zijn:
1. Hvi synges evigt om Spartaner, 'Daniel Rantzau' (Waarom eeuwig zingen om Spartanen, Daniel Rantzau). De tekst is van Adam Oehlenschläger,Daniel Rantzau was een Deens veldheer uit de 16e  eeuw
2. En Schweitzerbonde staar aarle ved Strand, 'Den sælsome Jordefærd' (Een Zwitserse boer staat op het strand, een vreemde begrafenis). Tekst door Adam Oehlenschläger
3. Der risler en Kilde i Haraldsted Skov (Er druppelt een bron in Haraldsted Skov). Tekst door Hans Peter Holst, in Haraldsted Skov vond op 7 januari 1131 een politieke moord plaats;
4. Før var der knap skrevet paa dansk en Bog, 'Ludvig Holberg' (Voordat er nauwelijks Deens in een boek geschreven werd, Ludvig Holberg). Tekst door C. Vilster
5. Paa Sjølunds fagre Sletter (op Seelands dappere vlakte). Tekst door Bernhard Severin Ingemann.

De liederen werden opgenomen in een grote bundeling van patriottische liederen, samen met werk van Andreas Peter Berggreen, Gades leraar.